# Elio Lodolini
Elio Lodolini (Roma, 24 gennaio 1922 – Roma, 18 marzo 2023) è stato un archivista, storico e paleografo italiano.

## Biografia
Nato a Roma il 24 gennaio 1922 da Armando Lodolini e da Ada Francioni, inizialmente lavorò come giornalista nell'Agenzia Stefani.
Conseguì la laurea in scienze politiche con una tesi in storia moderna nel 1946 e la laurea in giurisprudenza con una tesi in diritto costituzionale nel 1950. Ottenne il diploma in archivistica, paleografia e diplomatica nel 1953 presso la scuola annessa all'Archivio di Stato di Roma e svolse la sua carriera all'interno dell'amministrazione archivistica dal 1950 al 1985, ricoprendo gli incarichi di direttore dell'Archivio di Stato di Ascoli Piceno dal 1954 al 1962 e di Ancona dal 1962 al 1964.
Dal 1970 al 1974 diresse il dipartimento archivistico del Ministero dell'interno. Nel 1976 assunse le funzioni di direttore dell'Archivio di Stato di Roma che tenne sino al 1985, insieme a quelle di direttore della annessa scuola di archivistica, paleografia e diplomatica.
Sin dal 1956 si dedicò all'insegnamento dell'archivistica. In ambito universitario tenne corsi presso l'Università di Roma dal 1961 al 1970 e dal 1978 al 1997, data del suo pensionamento. Nella fase intermedia insegnò la medesima materia presso l'Università di Macerata. Fu inoltre preside della Scuola speciale per archivisti e bibliotecari dal 1990 al 1997 e professore emerito dell'Università "La Sapienza" di Roma dal 1999.
Pubblicò centinaia di articoli e di saggi dedicati principalmente all'archivistica: suoi contributi sono apparsi anche in altre lingue oltre all'italiano.
Riuscì ad accomunare le funzioni di insegnamento con quelle direttive e dirigenziali. In occasione del suo centenario, il 24 gennaio 2022, numerose associazioni ed enti lo celebrarono come un maestro indiscusso nel campo dell'archivistica.
Nel 2019, rilasciò una intervista in cui ripercorse la sua carriera professionale.

## Onorificenze
Ottenne la medaglia d'oro di benemerito della cultura, l'onorificenza di Officier dans l'Ordre des Arts et des Lettres della Repubblica Francese e la qualifica di "membro d'onore" del Consiglio internazionale degli archivi, attribuitagli a Pechino nel 1996 durante il XIII Congresso internazionale degli archivi, «in riconoscimento dei servigi eminenti da lui resi al progresso dell'Archivistica, allo sviluppo degli Archivi ed al rafforzamento della cooperazione professionale internazionale».
Inoltre fu nominato socio onorario di molte organizzazione di categoria come l'Associazione degli archivisti del Brasile (primo straniero cui sia stata conferita questa nomina) e l'Associazione degli archivisti, bibliotecari, museologi e documentaristi della Spagna.

## Opere
- Elio Lodolini, Organizzazione e legislazione archivistica italiana : dall'Unità d'Italia alla costituzione del Ministero per i Beni culturali e ambientali, Bologna, Patron, 1980.
- Elio Lodolini, Archivistica. Principi e problemi, Milano, FrancoAngeli, 1984.
- Elio Lodolini, Archivistica. Principi e problemi, XV, Milano, FrancoAngeli, 2016.
- Elio Lodolini, Legislazione sugli archivi. storia, normativa, prassi, organizzazione dell’amministrazione archivistica, 1. dall’Unità d’Italia al 1997, Bologna, Patron, 2004.
- Elio Lodolini, Legislazione sugli archivi. storia, normativa, prassi, organizzazione dell’amministrazione archivistica, 2. dal 1998 al 2004, Bologna, Patron, 2005.
- Elio Lodolini, Dal Governo Badoglio alla Repubblica Italiana, Storia del "quinquennio rivoluzionario" 25 luglio 1943 - 1º gennaio 1948, Genova, ITALIA Storica, 2010 (rist. 2021).
- Elio Lodolini, Storia dell’archivistica italiana. Dal mondo antico alla metà del secolo XX, Milano, FrancoAngeli, 2013.